# 性的興奮
性的興奮（せいてきこうふん、英: Sexual arousal）とは、生殖活動に伴う興奮状態であり、動物の多くが発情中の異性の臭気や特異な行動によって引き起こされる生理学的ないしは心理学的な現象である。人間を含む霊長類に至っては、様々なシンボルによっても興奮することが確認されている。

## 概要
性的興奮は配偶行動を引き起こす至近要因である。積極的な配偶行動は適応度の増加をもたらすために、配偶行動を引き起こす衝動は進化的に発達したと考えられている。日本性教育協会第4回青少年の性行動調査によると、男性は14歳、女性は19歳で性的興奮の経験が50%を越えるという調査結果が報告されている。
動物における性的興奮状態において、顕著な変化は以下の通り。
- 内分泌増進に伴う発情
  - 体温上昇・脈拍増大に伴う運動能力の向上
  - 発情状態による生殖細胞の活性化
  - 求愛行動への欲求増大
  - 生殖行為に対する欲求の増大
- 充血
  - 雌個体の受精・受胎能力の向上や生殖器内の分泌物増大
  - 雄個体の生殖器膨張・硬直に伴う生殖活動可能な状態への変化（勃起）

性的興奮を覚える対象としてもっとも普遍的なのが、発情中の同種の異性個体の存在と、その個体が発する求愛信号である。昆虫の場合、フェロモンの分泌や鳴き声などが求愛信号の代表であるが、ガガンボモドキに見られるようにオスがメスに与える餌の量が重視される場合もあり、多様である。魚類や鳥類の場合は体色の変化や特徴的な部位の顕示行動が見られる。また鳥類はそれに加え、求愛ダンスや鳴き声、求愛給餌、さらには巣づくりといったように、それぞれの種で特殊な儀式が信号となることが多い。そのような繁殖行動を促す顕示行動をディスプレイ（誇示）と呼ぶ。哺乳類では特徴的な部位（例えば偶蹄目のオスの角、サル目の臀部又は陰部、ライオンのオスのたてがみなどがある）の発達、それらの部位の顕示、鳴き声、尿や分泌液の匂いなどが信号となる。
人間では、様々な抽象的シンボルや、さらには自身の空想からでも性的興奮を呼び起こすことも可能では在るが、あまりに先鋭化し過ぎると、いわゆる変態性欲の範疇に入ってくる。しかし人間の場合、非常に様々なシンボルに性的興奮を喚起させる能力に恵まれていることもあり、様々に様式化されており多種多様な性的興奮の対象が存在する。求愛行動にいたっては、本能的な視覚情報や聴覚情報、嗅覚情報に加え、コミュニケーションを通じた交際（いわゆる恋愛）、自身の経済力や購入品の誇示・譲渡、能力や学力・芸術的センスの誇示など、精神的な求愛儀式も絡み合うことで交配が成立することが多く、そうしたものが重なってはじめて異性に対する性的興奮を得るという人も多い。
また、男性と女性との性的興奮の感じ方には大きな差があり、男性は身体的な性的興奮と心理的な性的興奮の反応が連動して起こったのに対して、女性は身体的な性的興奮と心理的な性的興奮が必ずしも連動しなかったという研究結果がある。

## 性的興奮の対象

### 匂い（嗅覚情報）
発情中の異性から発せられる信号としてもっとも一般的なものは匂いである。匂いには俗に言うフェロモンがあるが、昆虫や一部の動物には発情を引き起こすための性フェロモンが存在する。
しかし人間の場合は明確な性フェロモンは存在しているわけではないようで、現在に至るまで、人間性フェロモンは発見されていない。人間が性的興奮を覚える異性の香りは個々の人における主観の中では明確に存在しており、それらの人々は、匂いによって発情する。
もっともこの場合の匂いではあるが、人によってまちまちで、異性の肌の匂いに敏感な人もいれば、中には生理中の血の匂いや下り物の匂い、汗の分解したアンモニア臭に発情する人もいる。

### 音声（聴覚情報）
鳥類はその視覚的な物もあるが、（スズメ目やオウム目では特に）それ以上に鳴き声によって求愛活動を行い、異性の性的興奮を喚起させる。昆虫などでは求愛活動に一晩中鳴き続けたりする。また齧歯類やクジラ目などに代表される哺乳類の多くも、求愛活動の段階において、特徴的な声や音を発する。鳥類や両生類、哺乳類をはじめとする多くの動物では、オスの方が求愛活動として独特の音声を発し、メスの発情を促すパターンが多くなっているが、ネコなど一部の動物ではその逆となる。
人間もまた例外ではなく、どちらかと言えば他の多くの動物と同様に女性が変声後の男性の発する声に対して嗜好性を示し、性的興奮を覚えるという傾向が一般的に強くなっている。必ずしも男性の声が直接的な性的興奮につながるということではないものの、異性の魅力として「声」を挙げる女性はたいへん多く、またオランダのライデン大学の心理学者が行った実験によると、女性が性的魅力を感じたという男性の声ほど低い声であったという結果が出ている。
一方で男性の場合は、特に性行為を許容した女性がその最中に興奮して発せられる、俗に言う「喘ぎ声」に対して、顕著な性的興奮を覚える。また、女性ほどではないものの普段の異性の声に対して嗜好性を持ち、性的な反応を示す場合も多い。
また、人間の場合は言語によるコミュニケーションを日常的に行うため、求愛活動も主に言語的音声によって行われ、これを聞いた相手が性的興奮を催すことがある。成人向けメディアに於いても、それらの興奮を呼び起こす音を文字的に表現した物が多く、そのようなものでも人間は性的興奮を催すことが可能である。
中には、様々な道具に関連した音までもを性的興奮に結びつける感覚の持ち主もおり、それらは様々な音に反応して、性的興奮を得ていると思われる。

### 見た目（視覚情報）
異性の体に見られる身体的特徴に発情するのは、特に霊長類に強く見られる傾向である。この視覚的刺激には、発情中の異性の生殖器周辺の充血や特徴的な膨らみなどであるが、チンパンジーにおいては発情中の雌個体は生殖器周辺部が瘤のように腫れあがり、これを見た雄の個体は性的興奮を覚え、ニホンザルの場合は尻の充血・発色具合を見て興奮する。これは録画ビデオ映像によっても性的興奮が起こることが確認されており、純粋に視覚的刺激によって性的興奮が起こっているとされる。
人間の場合は、日常的に衣服で体が隠れていることもあり、様々な身体的部位の見た目で性的興奮をする。顕著な例としては、男性が女性の胸部、脚部に性的興奮を覚えたり、女性が男性の体格に興奮する、体のラインが出やすい薄い衣服の輪郭に興奮する。当然、裸体そのものを見ても性的興奮を覚えるが、これには裸体と認識できる写真やビデオ映像、線画やシルエットといった二次的情報に対しても、性的興奮を覚えることが可能である。
さらには首筋のラインや顔の造型、額や足や手といった、比較的露出度が高い部位に、また興奮するわけだが、人間には想像力があるため、乳房や臀部など被服に覆いかくされていてもその形状などが露わに認め得る部位の、二次的に裸体を連想できる視覚情報に性的興奮を覚える場合もある。しかしこれが先鋭化し過ぎると、異性が脱いだ着衣に性的興奮を覚え、肝心の異性の裸体には見向きもしないフェティッシュなどの特殊な性癖となって現れることもある。